# بخش کیلبوک (شهرستان هولمز، اوهایو)
بخش کیلبوک (به انگلیسی: Killbuck Township) یک منطقهٔ مسکونی در ایالات متحده آمریکا است که در شهرستان هولمز، اوهایو واقع شده‌است.
 بخش کیلبوک ۷۸٫۲۸ کیلومتر مربع مساحت و ۱٬۹۸۲ نفر جمعیت دارد و ۲۴۵ متر بالاتر از سطح دریا واقع شده‌است.